# سانیتینیب
سانی‌تینیب (انگلیسی: Sunitinib) که با نام تجاری «ساتنت» (Sutent) عرضه می‌شود و در گذشته با نام اختصاری «SU11248» شناخته می‌شد، یک مولکول کوچک «بازدارندهٔ تیروزین کیناز گیرنده‌ای» است که سازمان غذا و دارو آمریکا آنرا در سال ۲۰۰۶ میلادی، جهت درمان «سرطان کلیه» (RCC) و همچنین «تومور استرومال گوارشی» مقاوم‌به ایماتینیب، مورد پذیرش قرار داده‌است. سانی‌تینیب نخستین دارویی بود که بطور همزمان جهت دو استفادهٔ مختلف مورد پذیرش این سازمان قرار گرفت.
این دارو عامل رشد مشتق از پلاکت و فاکتور رشد اندوتلیال عروقی را مهار می‌کند و یک بازدارندهٔ CD117 هم هست.
پژوهش‌هایی جهت استفاده از سانی‌تینیب در درمان «مننژیومای ناشی از نوروفیبروماتوز»، «تومورهای نورواندوکرین لوزالمعده»، «سرطان پستان منتشر» و «سرطان ریه از نوعِ سلولِ غیر کوچک» (NSCLC) صورت پذیرفته‌است.
شایعترین عوارض جانبی این دارو، احساس خستگی، اسهال، تهوع، بی‌اشتهایی، فشار خون بالا، زرد شدن پوست و زخم‌های دهانی است.